# コーヒーカップ

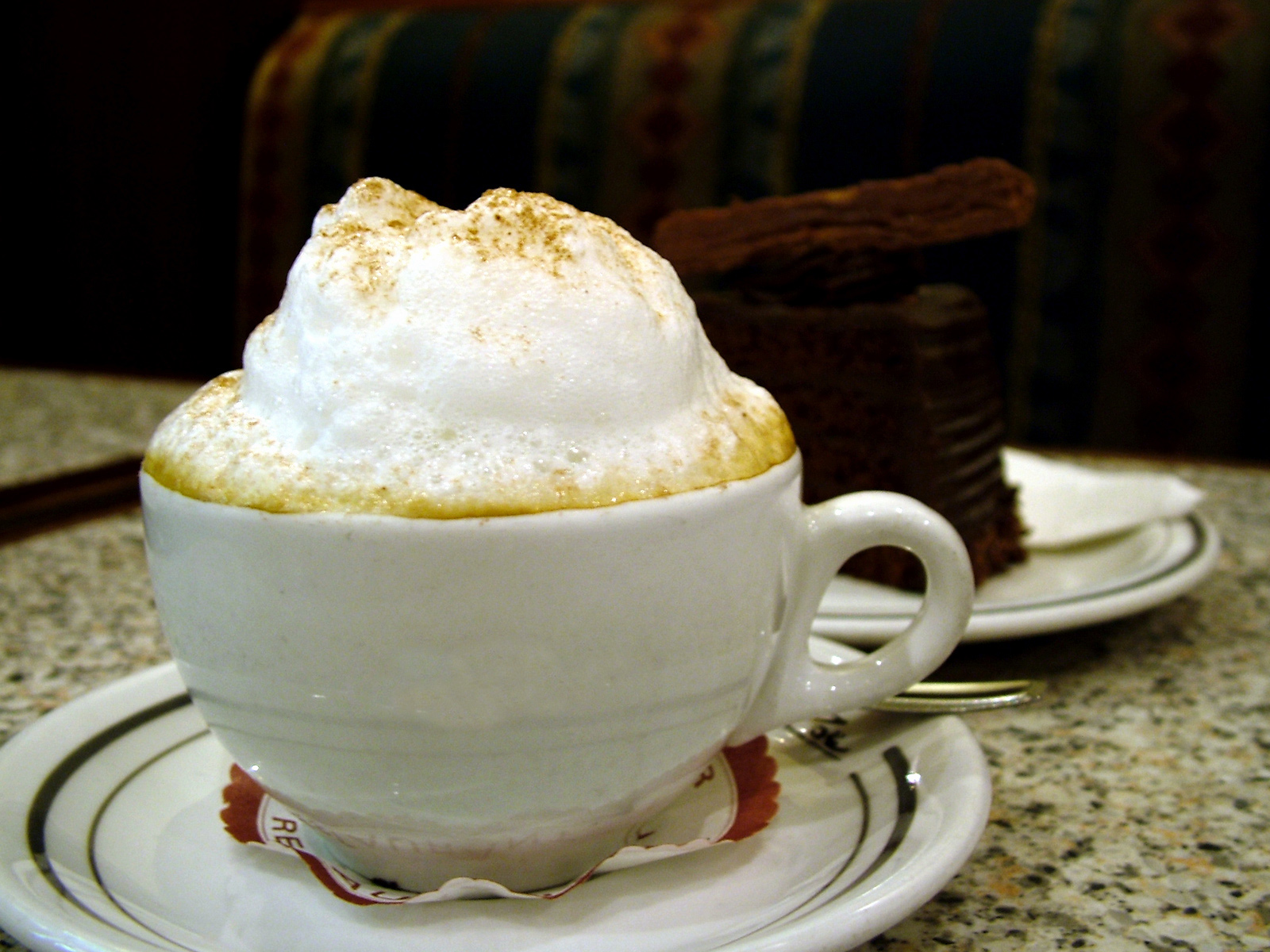
泡だてたコーヒーの入ったコーヒーカップと皿

コーヒーカップ（英: coffee cup）は、コーヒーを飲む時に用いられる茶碗のこと。「コーヒー碗」あるいは「コーヒー茶碗」ともいう。

## 概説
上辺の開きが（比較的）少なくて、取っ手がついている洋風茶碗である。
一般的に米国ではティーカップよりも大きく、英国ではティーカップよりも小さい。
手付き（取っ手付き・持ち手付き）、脚付き、これらの両方が付いた手脚付きがある。また、容器体と脚部（ホルダー）が分離しているものもある（インサートカップ）。
ティーカップと同様に取手付きのカップとソーサー（受け皿）をセットにしたものもある。また、コーヒーポット、ミルクピッチャー、砂糖入れなどとともにコーヒーセットを構成する。
一般なスタイルのコーヒーカップは、紅茶用のティーカップと比較して口が小さく、カップの上下での幅の違いが少ない。これは一説には、コーヒーの香りが飛んでしまうのを抑え、コーヒーが冷めるのを防ぐためだと言われる。
なお、北ヨーロッパでは、コーヒーカップの中でも特に背が高い、トールカップと呼ばれるコーヒーカップが好んで使用される。特に寒い時期は、このトールカップにホットコーヒーを注ぎ、それを両手で包むように持つことによって、手も温めている者がしばしば見られる。
喫茶店の学校などでしっかりしたトレーニングを受けた店主や店員がコーヒーを提供する場合は、（多くの場合）お客から見て左側に「取っ手」が来るようにコーヒーカップを置く。これは「フレンチスタイル」などと呼ばれており、元をたどればフランス流である。なぜ左側に取っ手なのかというと、客はまずは砂糖やミルクなどを入れて、自然と（利き手のことが多い）右手でスプーンを持ってかき混ぜようとする。その時カップがひっくり返らないように支えようとするが、それは自然と左手になるので、カップの取っ手は左側にあったほうが都合がよい（左側に取っ手がないと、熱い部分を持ってしまうことになり、火傷をしかねない）。客はスプーンで混ぜた後にスプーンを置き、カップを半回転させ右側に来た取っ手を持って飲む、というのがフレンチスタイルである。

## 特殊なコーヒーカップ
マグカップ
大型で取っ手の付いたもので、通常は受け皿がない。マグカップとは日本独自の名称で、本来は「マグ」自体がカップの意味になる。ビアマグ、コーヒーマグなど。
タンブラー
本来はコップと呼ばれる筒型の底の平らな飲料用容器全般（タンブラーグラス）を指すが、日本においてはタンブラーグラスの一種で保温機能を持ったふた付きの「サーモマグ」や「トラベルマグ」に限定して「タンブラー」と称するケースが多い。
デミタス
通常の半分程度の大きさで、エスプレッソを飲む場合に用いられる。demiは半分、tasseはカップの意。
カフェオレ・ボウル
カフェ・オ・レを飲むときに用いる専用の食器。大きめで全体的に丸い形状であり、取っ手がない。

## 一覧

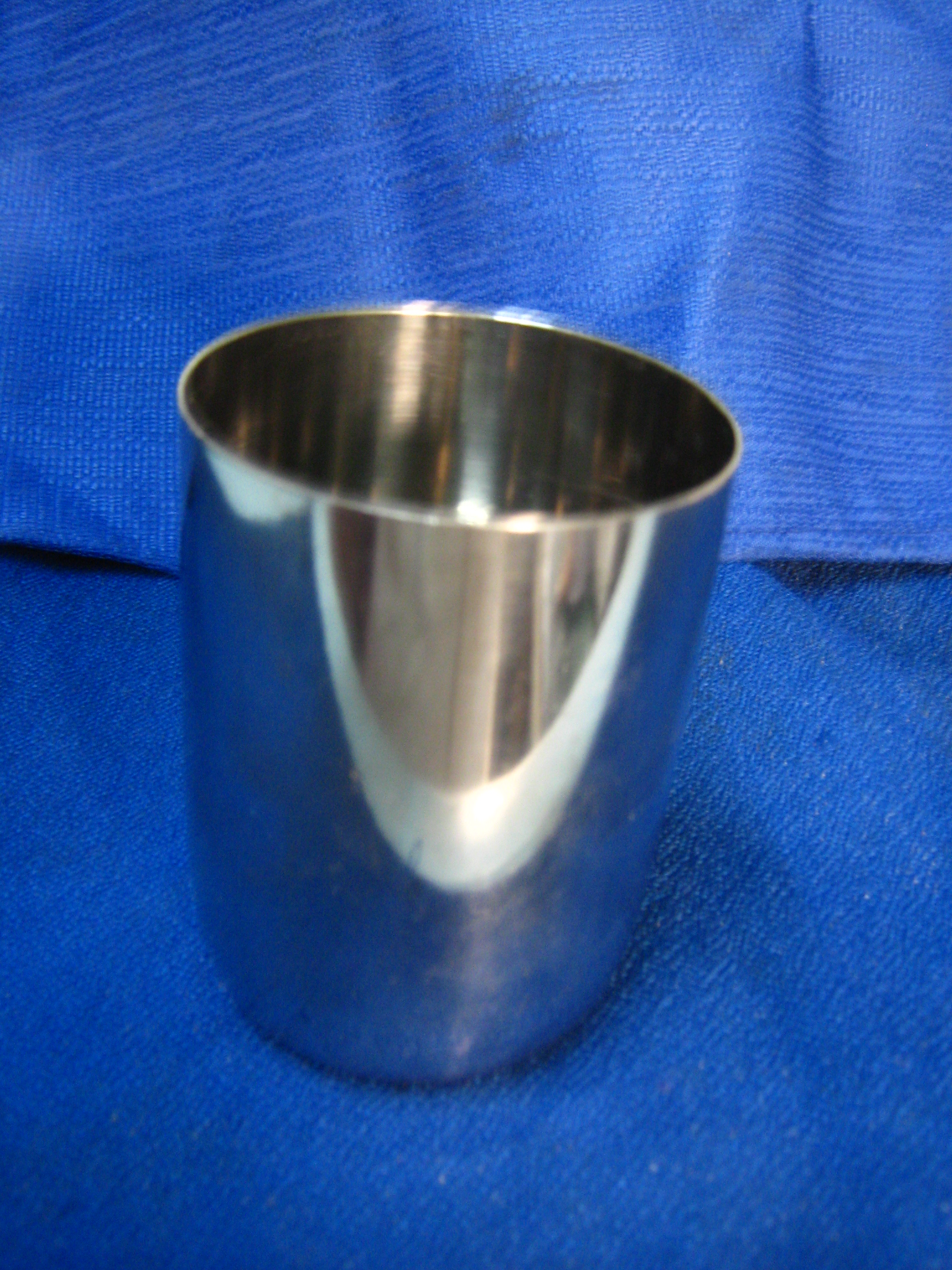
ステンレス製のタンブラー
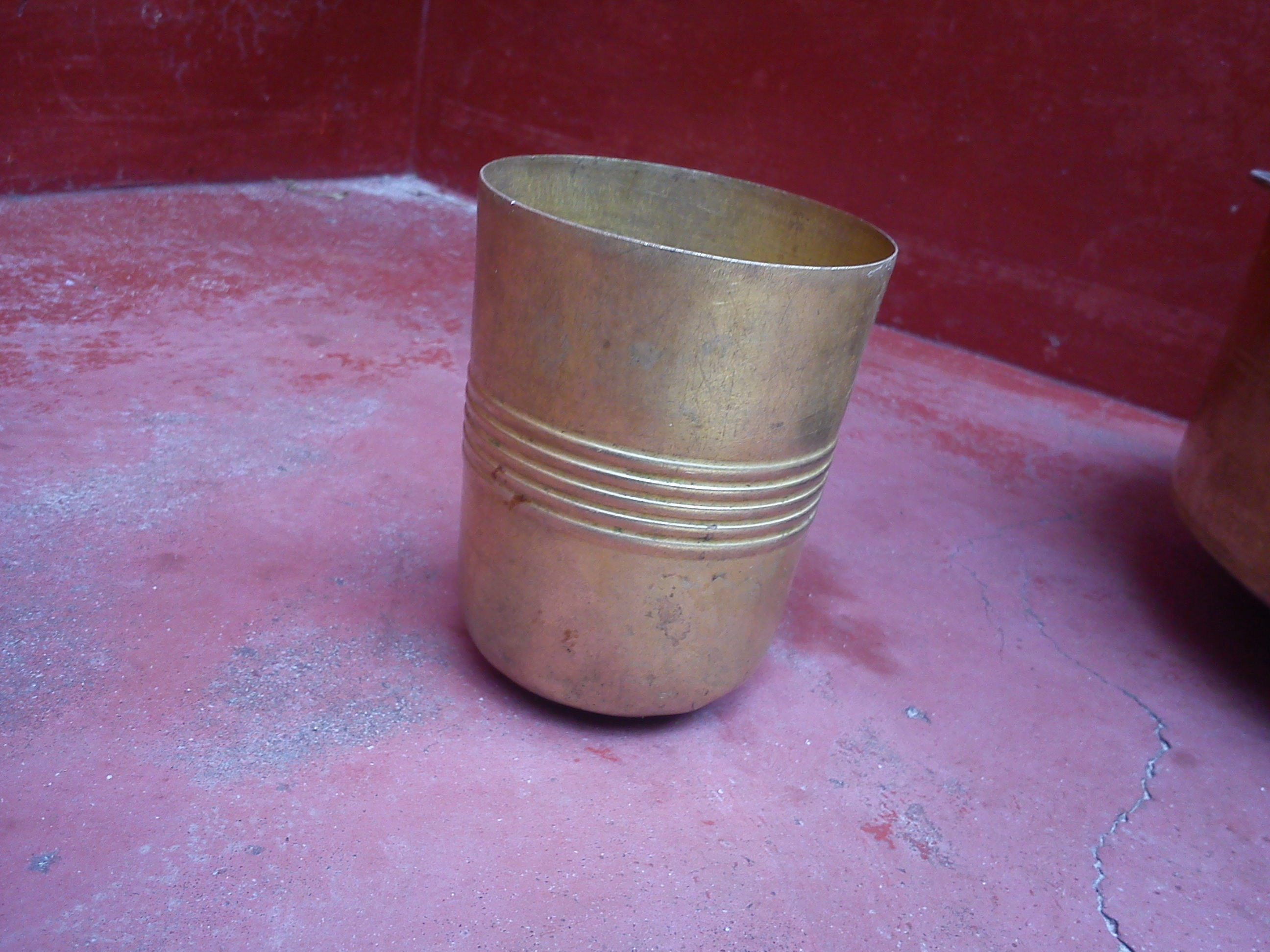
青銅製のタンブラー
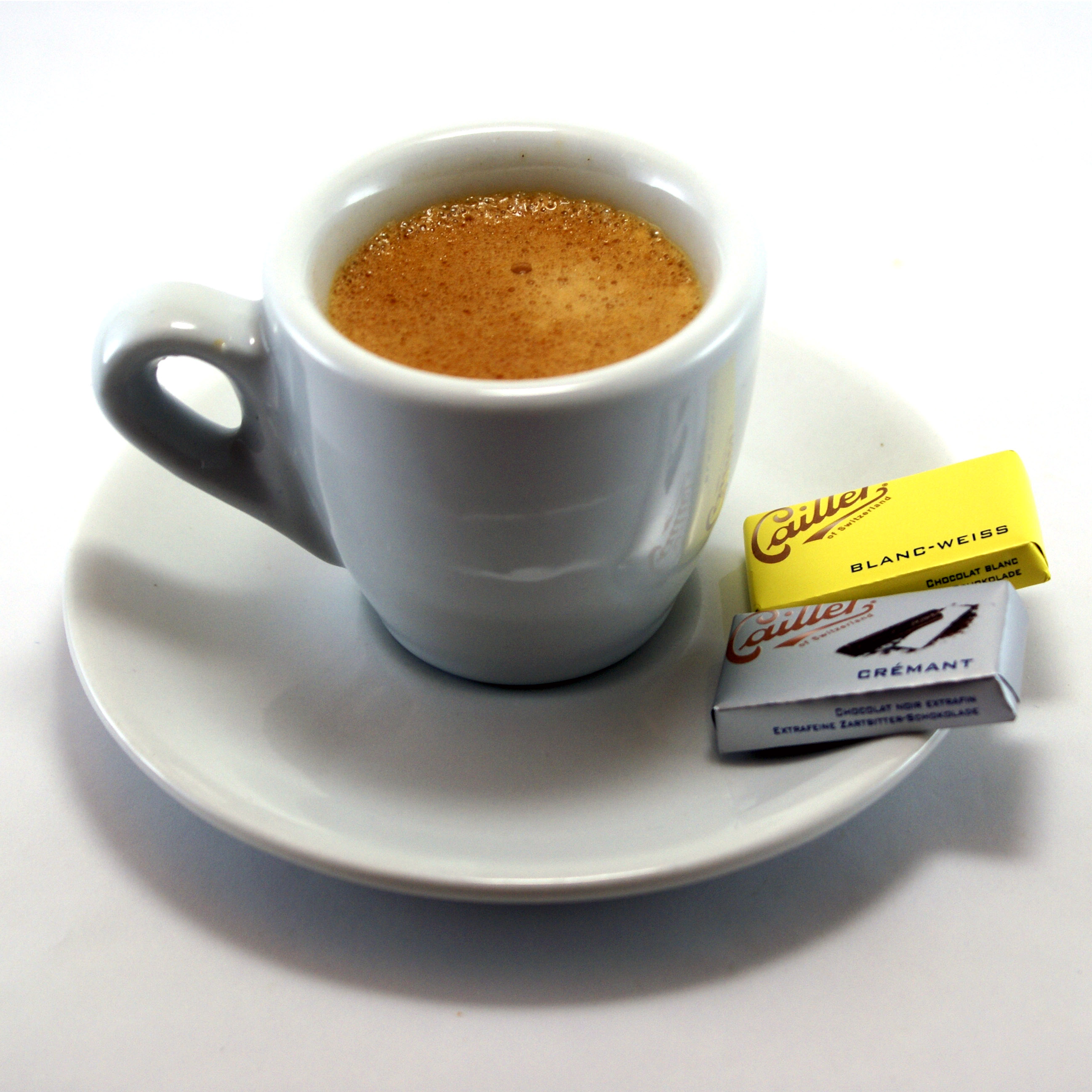
デミタス
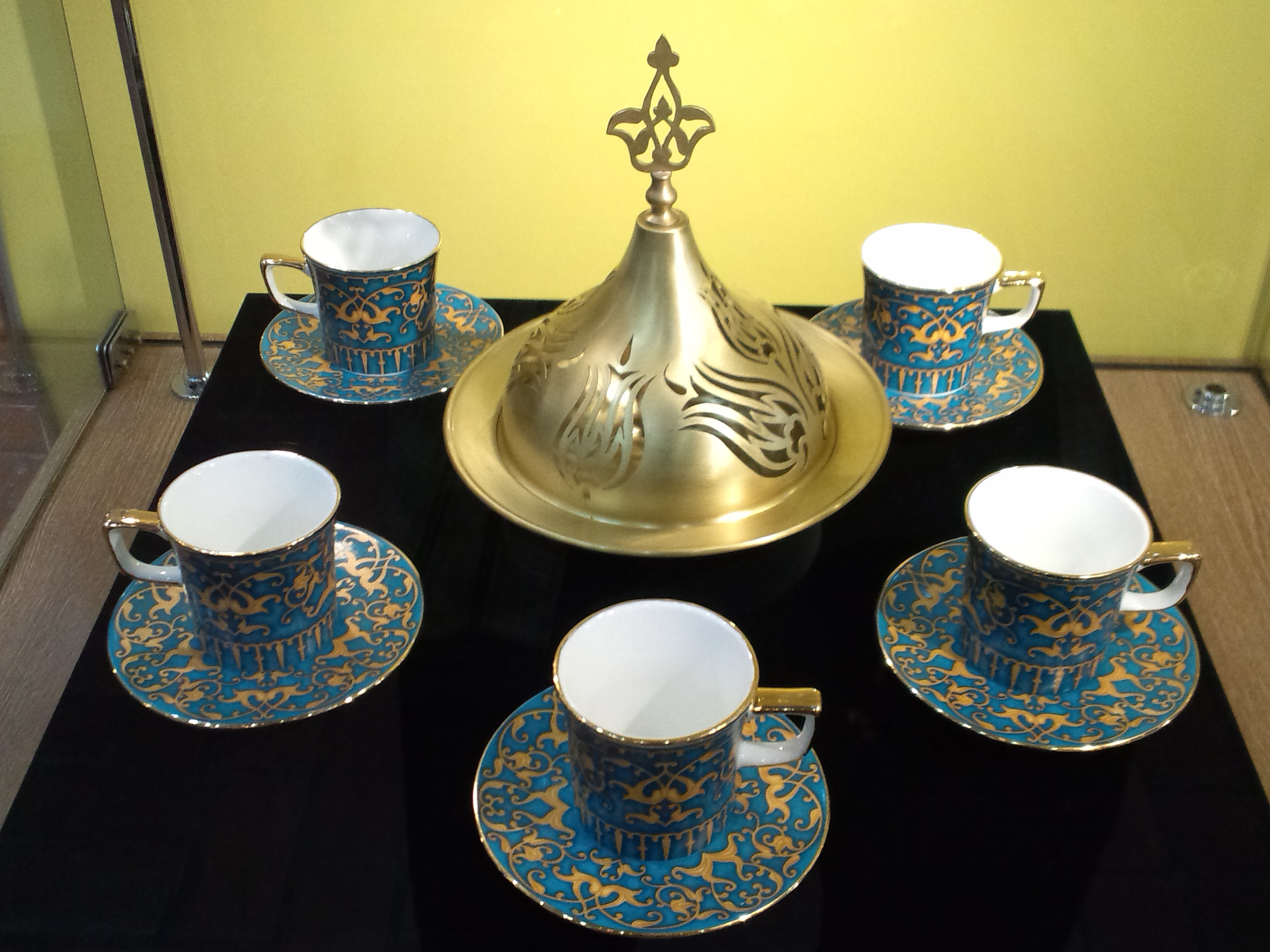
トルコのコーヒーカップと菓子入れ（陶器製）
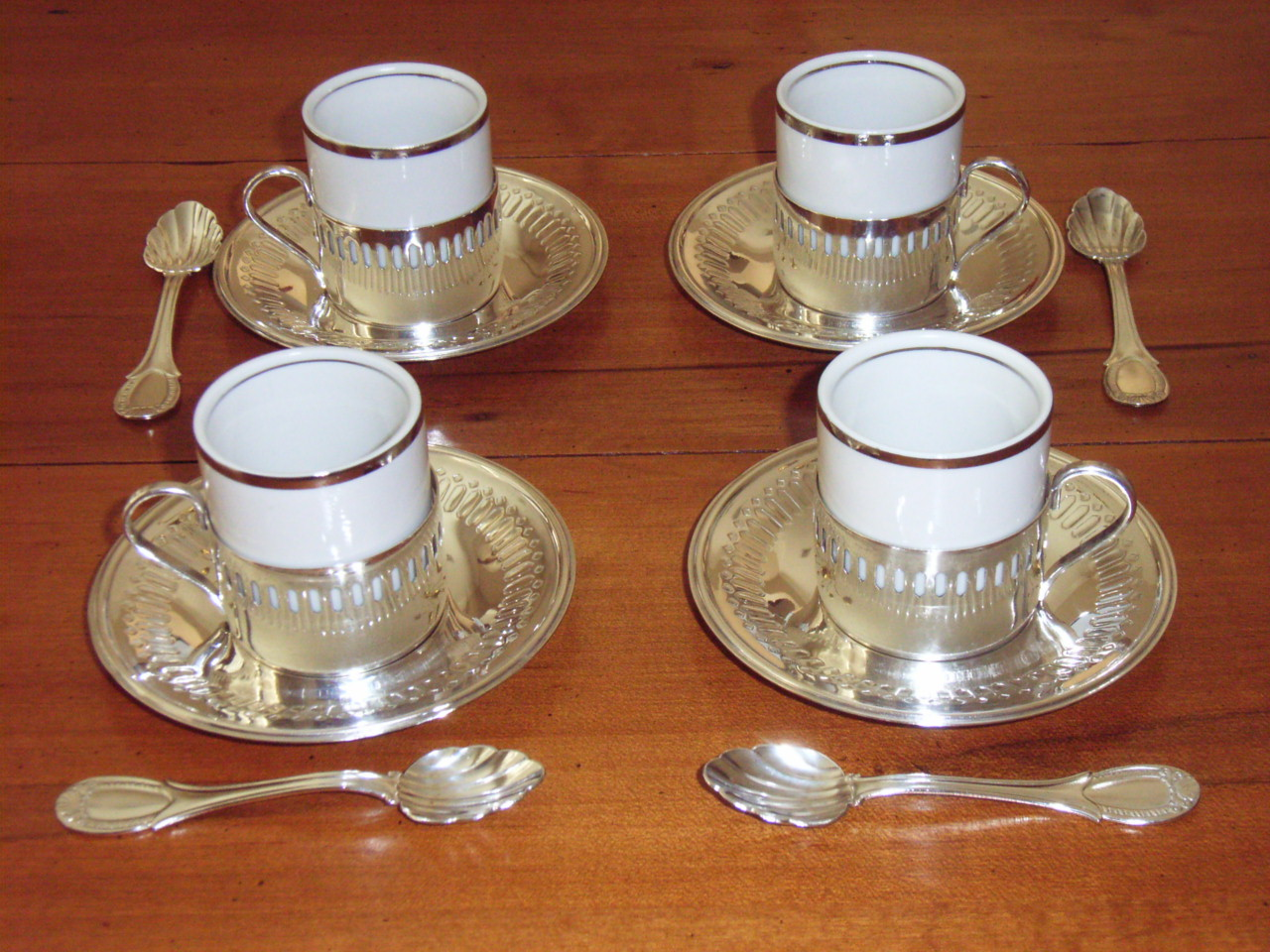
デミタスとデミタススプーン